# Elastrador

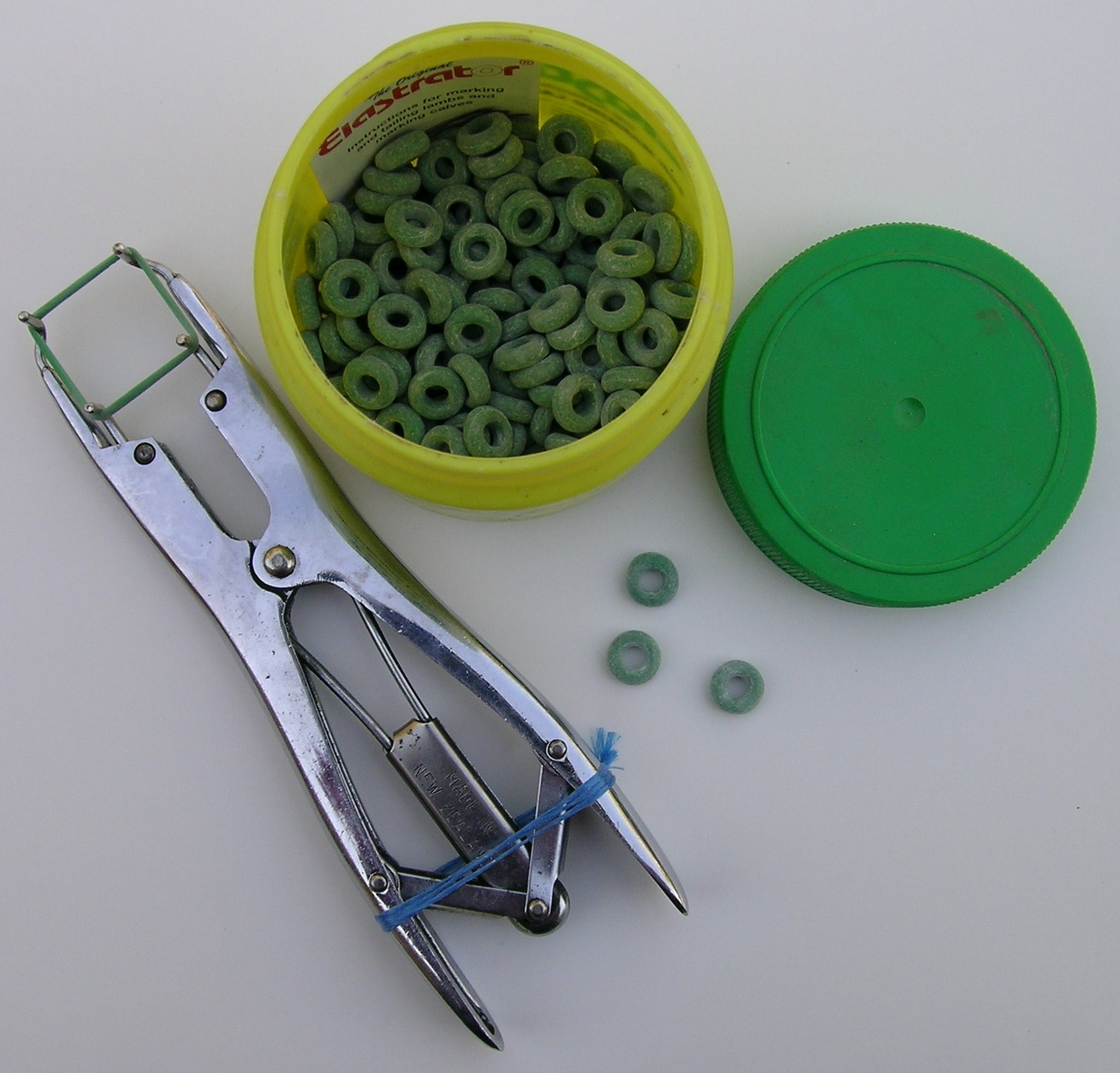
Um alicate elastrador com seus anéis de borracha.

Elastrador é um alicate comumente utilizado para a castração de bovinos, ovelhas e cabras.
O processo de castração com o elastrador envolve restringir o animal, sem a necessidade de anestesia (ao contrário da maioria dos outros métodos de castração), em uma posição que facilite o acesso aos órgãos genitais. O alicate é utilizado para colocar um anel de borracha apertado ao redor da base do escroto. Os testículos consequentemente deixam de funcionar por falta de fluxo sanguíneo e caem após algumas semanas.
Esse método de castração pode causar bastante dor e incômodo e só deve ser utilizado em animais jovens.